# Masutatsu Oyama
Masutatsu Oyama (大山倍達, Ōyama Masutatsu; Gimje, Korea, 4 juni 1923 - Tokio, 26 april 1994) was een karatemeester en de grondlegger van het Kyokushin karate, waarschijnlijk de eerste en meest invloedrijke vorm van het full contact karate. Hij werd geboren als Choi Yeong-eui (최영의; 崔永宜), maar gaf er zelf de voorkeur aan om  Choi Bae-dal (최배달; 崔倍達) genoemd te worden, om de nadruk te leggen op zijn Koreaanse etniciteit. Baedal is namelijk een term voor het Koreaanse volk. Als Zainichi (Japanse term voor 'vreemdeling') Koreaan, bracht hij het grootste deel van zijn leven door in Japan en nam om persoonlijke redenen de Japanse nationaliteit aan in de jaren 60 van de twintigste eeuw.

## Een vroeg begin
Masutatsu (Mas) Oyama werd geboren als Yong I-Choi in een dorp niet ver van Gunsan in Zuid-Korea. Op vrij jonge leeftijd werd hij naar Mantsjoerije gestuurd om daar op de boerderij van zijn zus te wonen. Op negenjarige leeftijd startte hij met trainen in de Zuid-Chinese 'Achttien handen' stijl, een vorm van kempo. Hij werd onderwezen door een zekere Mr. Yi, die op de boerderij van zijn zuster werkte. Toen Oyama terugkeerde naar Korea op twaalfjarige leeftijd, vervolgde hij zijn training in Koreaans Kempo.
In 1938, op vijftienjarige leeftijd, trok hij naar Japan om zijn droom waar te maken en Korea's eerste gevechtspiloot te worden. Voor zichzelf zorgen in de voor hem vreemde Japanse samenleving bleek echter moeilijker dan gedacht en door zijn strijd om te overleven verloor hij zijn interesse in zijn grote droom.

## Gichin Funakoshi
In Japan vervolgde hij zijn training in vechtkunst, door deel te nemen aan judo en boksen. Op een dag zag hij echter een groep studenten die bezig waren met het beoefenen van Shotokan karate. Hij was hier zozeer van onder de indruk dat hij zich aansloot bij de dojo van Gichin Funakoshi in de Takoshoku Universiteit.
Oyama trainde enthousiast en gevolg hiervan was dat hij op zeventienjarige leeftijd de tweede dan behaalde. Op twintigjarige leeftijd trad hij in het Japanse Keizerlijke Leger, waar hij werd ondergebracht bij een eenheid gespecialiseerd in het ongewapend vechten. Op dit ogenblik had Oyama reeds een vierde dan. Op dit punt kreeg hij ook serieuze interesse in judo, en zijn vooruitgang was net zo excellent.

## So Nei Chu
Het verlies van Japan na afloop van de Tweede Wereldoorlog en het gebrek aan arbeid hierna werd Mas Oyama te veel, die bijna wanhopig werd. Gelukkig voor hem kwam So Nei Chu in zijn leven. Meester So, een mede-Koreaan (uit Oyama's eigen provincie) woonde ook in Japan, en was de hoogste autoriteit betreft het Goju Ryu in Japan. Hij was wel bekend om zijn fysieke en spirituele kracht. Het was hij die Oyama heeft aangemoedigd om zijn leven aan de vechtkunst te wijden. Ook was hij degene die Oyama heeft aangeraden om de wereld voor drie jaar achter zich te laten, waarin hij zijn geest en lichaam trainde.

## De Bergtraining
Toen Mas Oyama 23 jaar oud was ontmoette hij Eiji Yoshikawa, de auteur van het boek 'Musashi', dat gebaseerd is op het leven van samoerai Miyamoto Musashi. Zowel het boek als de auteur hielp Oyama bij het leren van de Bushido-code en wat die eigenlijk inhield. In datzelfde jaar, ging Oyama naar de berg Minobu gelegen in de prefectuur Chiba. Dit was dezelfde plaats waar Musashi zijn Nito-Ryu stijl van zwaardvechten heeft ontwikkeld. Oyama dacht dat dit de geschikte plaats was om de training te volgen die hij voor zichzelf had gepland. Onder de dingen die hij meenam, was er een exemplaar van Yoshikawa's boek. Een student genaamd Yashiro ging ook met Oyama mee. Een vriend en financier genaamd Kayama voorzag hen elke maand van levensmiddelen.
De eenzaamheid bij de bergtraining speelde een grote rol en na 6 maanden vluchtte Yashiro 's nachts stiekem weg. Nu werd de afzondering nog moeilijker voor Oyama, die meer dan ooit tevoren naar de beschaving terug wilde keren. So Nei Chu schreef hem een brief waarin hij Oyama aanraadde een wenkbrauw af te scheren om van de drang af te komen. Oyama wist zeker dat hij niet wilde dat iemand hem op die manier zag en volgde de raad van zijn vriend en leraar dan ook op. Dit haalde Oyama over om de bergtraining voort te zetten, om zo de sterkste karateka van Japan te worden. Geruime tijd leefde en trainde Oyama afgezonderd in de bergen, totdat Kayama hem liet weten, dat hij niet meer in staat was om Oyama van levensmiddelen te voorzien. En zo, na veertien maanden, moest hij zijn eenzaamheid in de bergen beëindigen.
Een paar maanden later in 1947 won Mas Oyama de karate wedstrijden van het eerste Japanse nationale vechtkunstkampioenschap na de Tweede Wereldoorlog. Nog steeds voelde hij de drang om zijn bergtraining van 3 jaar te vervolgen. Toen besloot hij zijn leven compleet te wijden aan karate-do. Oyama begon zijn training opnieuw, deze keer op de berg Kiyozumi, die ook gelegen is in de prefectuur Chiba. Deze plek koos hij voor de spirituele omgeving. Deze keer was zijn training fanatiek. De training duurde 12 uur per dag zonder rustdagen, waarin hij onder koude watervallen stond, rivierstenen met zijn blote handen brak, bomen gebruikte als makiwara en over snelgroeiende vlasplanten sprong honderden keren per dag. Ook besteedde hij elke dag een tijd aan de studie van oude klassieke vechtkunsten, zen en filosofie.
Na achttien maanden kwam hij volledig zelfverzekerd uit de bergen en was hij in staat zijn leven volledig zelf in handen te nemen. Nooit zou hij nog zo hevig beïnvloed raken door de maatschappij om hem heen als voor zijn afzondering. Ook werden zijn omstandigheden nooit meer zo slecht als vlak na de oorlog.

## Stieren, uitdagers en 'The Godhand'
In 1950 startte Mas Oyama met het testen (en demonstreren) van zijn kracht door tegen stieren te vechten. Hiervan bestaan meerdere filmopnamen. Ook een muurschildering in de centrale dojo van de kyokushinkan in Tokio herinnert hieraan. In totaal had hij tegen 52 stieren gevochten, drie daarvan waren op slag dood en bij 49 daarvan had hij de horens afgehakt door middel van een 'shuto' (karateslag). In 1957, op vierendertigjarige leeftijd, was hij bijna overleden in Mexico door een stier, die hem in zijn rug aanviel en hem doorboorde. Wel was hij in staat om de stier van zich af te vechten en zijn horens af te breken. Hij heeft daarna zes maanden op bed gelegen om te herstellen van zijn verwondingen.
In 1952 reisde hij voor een jaar naar de Verenigde Staten om zijn karate live voor de televisie te demonstreren. Gedurende zijn jaren in de VS heeft hij alle uitdagers geaccepteerd, die er maar kwamen. In totaal waren dit 270 verschillende personen. De overgrote meerderheid hiervan werd door Oyama verslagen met slechts één stoot. Een gevecht duurde nooit langer dan drie minuten en duurde zelden meer dan een paar seconden. Zijn gevechtsprincipe was simpel: als hij door je heen ging, dan was het gevecht over. Als hij je raakte, was je gebroken. Als je zijn stoot blokkeerde, was je arm gebroken of verplaatst. Als je zijn stoot niet afweerde, dan was je rib gebroken.
Oyama kwam bekend te staan onder de naam "the Godhand", een levende manifestatie van de Japanse krijger stelregel "Ichi geki, hissatsu" (Eén slag meteen dood). Wat hem betreft, was dit het middelpunt van techniek in karate. Het buitensporige voetenwerk en de ingewikkelde technieken waren naar zijn mening secundair, ondanks dat hij ook bekend werd door de kracht van zijn 'head-kicks' (trappen naar het hoofd).
Het was gedurende een van zijn bezoeken aan de Verenigde Staten dat Mas Oyama een grote Roemeense man ontmoette genaamd Jacques Sandulescu, die op zestienjarige leeftijd gevangen was genomen door een Russische militie en voor twee jaar als slaaf naar de kolenmijnen was gestuurd. Ze werden snel vrienden en bleven dat de rest van Oyama's leven. Sandulescu hielp Oyama bij zijn karatedemonstraties en Oyama trainde hem in zijn gevechtsstijl.

## Oyama Dojo
In 1953 opende Mas Oyama zijn eerste 'Dojo', wat niet meer dan een grasveld was in Mejiro in Tokio. In 1956 werd de eerste echte dojo geopend in een voormalige balletstudio achter de Rikkyo Universiteit vijfhonderd meter verwijderd van de huidige Honbu Dojo. In 1957 waren er 700 leden, ondanks het hoge uitvalpercentage door de intensiviteit en ruwheid van de training.
Beoefenaars van andere stijlen kwamen er ook om te trainen, voornamelijk voor de 'jissen kumite' ('full contact' vechten). Een van de oorspronkelijke instructeurs genaamd 'Kenji Kato' zei dat ze ook andere stijlen observeerden en hiervan elke techniek onthielden, die nuttig is in een echt gevecht. Dit was de wijze waarop Mas Oyama's karate steeds verbeterd werd. Oyama nam technieken van andere vechtkunsten over en beperkte zich niet alleen tot het karate.
De leden van Oyama's dojo namen hun kumite training heel serieus en zagen het als een primair onderdeel van de gevechtskunst. Ze verwachtten om geraakt te worden als wel om zelf te raken. Aanvallen naar het hoofd waren vrij normaal. Dit werd meestal uitgevoerd met de handpalm of met de knokkels ingewikkeld in een handdoek. Grepen, worpen en aanvallen naar de lies waren ook heel gewoon. De ronde van een kumite duurde net zo lang tot iemand duidelijk aangaf te hebben verloren. Verwondingen en kneuzingen kwamen dagelijks voor en de uitvalgraad bedroeg negentig procent.

## Bobby Lowe
In 1952 gaf Masutatsu Oyama een demonstratie in Hawaï, waar de jonge Chinese Amerikaan Bobby Lowe hem zag en overweldigd werd door Oyama's kracht. Lowe was niet onervaren in de vechtkunsten. Ondanks dat hij vrij jong was, was hij naar anciënniteit niet veel minder ervaren dan Oyama zelf. Lowe's vader was een Kung Fu instructeur. Lowe had elke gevechtskunst beoefend, die hij maar kon vinden. Op 23-jarige leeftijd was hij een 'yondan' in judo, 'nidan' in kempo, 'shodan' in aikido, en een hoog gerespecteerd weltergewicht bokser.
Bobby Lowe ontmoette Oyama na zijn demonstratie, waarna Oyama hem uitnodigde om naar Japan te komen om samen te trainen. Bobby Lowe ging op de uitnodiging in en trainde gedurende anderhalf jaar bij Oyama. Op deze wijze werd Bobby Lowe de eerste "uchi-deshi" (live-in student) van Oyama. De training voor uchi-deshi duurde in totaal duizend dagen. Uchi-deshi's, die dit soort trainingen ondergingen, werden later bekend als 'wakajishi', ofwel 'jonge leeuwen' van Mas Oyama. Jaarlijks kregen slechts een paar van de honderden kandidaten het privilege om een fulltime training te volgen onder begeleiding van Oyama.
In 1957 keerde Lowe terug naar Hawaii om de eerste school van Oyama buiten Japan te openen.

## Het begin van Kyokushinkai

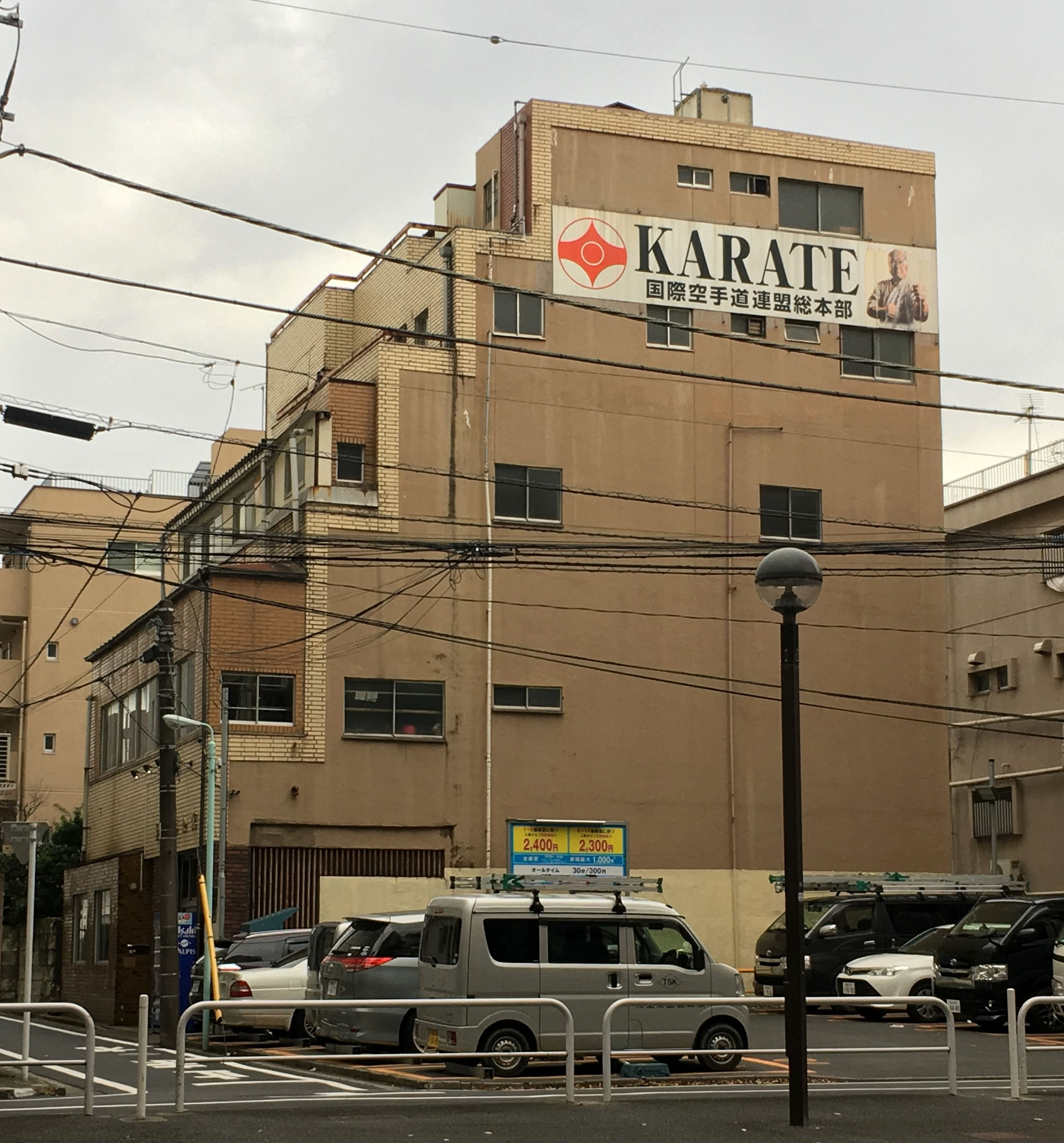
Kyokushinkaikan Hoofdkwartier

Het huidige wereld hoofdkwartier werd officieel in juni 1964 geopend, met de naam 'Kyokushinkai', wat als betekenis heeft 'het uiterste, de waarheid en samenwerken'. In hetzelfde jaar werd het IKO (International Karate Organization) gevestigd. Vanaf dat moment, verspreide Kyokushinkai karate zich over meer dan honderdtwintig landen, met meer dan 10 miljoen geregistreerde leden, wat het een van de grootste gevechtskunst-organisaties ter wereld maakt. Bekende Kyokushin karateka's zijn Sean Connery (Ere-Shodan), Dolph Lundgren (Sandan, voormalig zwaargewicht kampioen in Australië), John Howard (Ere-Godan, Eerste minister van Australië).

## Het einde van Masutatsu Oyama
Op oude leeftijd kreeg Oyama last van artrose, maar dat weerhield hem er niet van om door te gaan met trainen. Als niet-roker overleed Sosai Masutatsu Oyama in 1994 op 70-jarige leeftijd ten gevolge van longkanker. Zijn vervanger werd Akiyoshi Matsui. Deze benoeming zorgde voor vele politieke en economische ophef binnen de Kyokushin-wereld. Gaandeweg zou de Kyokushinkai-wereld steeds meer versplinteren in verschillende organisaties. Vandaag de dag is de IKO, geleid door Shokei Matsui, de grootste karate-organisatie ter wereld met meer dan twaalf miljoen leden in 135 landen. De tweede grote organisatie is WKO, geleid door Kenji Midori.

## Geschiedenis
- 1932, Oyama leert 'Chinese Vuist van Chakuriki' in Manchuria, hij is negen jaar oud.
- 1938, Oyama wordt student van Meester Gichin Funakoshi in Shotokan karate.
- 1946, Oyama gaat naar de berg Minobu voor zijn driejarige training.
- 1947, Oyama wordt de kampioen van alle karate-do wedstrijden.
- Oyama studeert Goju-ryu karate zorgvuldig onder Meester Gogen Yamaguchi, en wordt co-voorzitter in de organisatie in bezit van de 9e Dan
- 1948, Oyama gaat alleen naar de berg Kiyozumi om zijn training af te maken.
- 1950, Oyama start met trainen tegen stieren, woonachtig naast een veeslachterij.
- 1952, Oyama reist naar Amerika naar 32 locaties voor het geven van karate-instructies.
- 1953, Oyama vecht tegen een stier in Chicago, hij breekt de horens af met een 'shuto'.
- 1955, Oyama gaat door heel Zuid-Amerika en Europa met Bepford Davy, voorzitter van Chrysler Corp.
- 1956, Oyama start een dojo in een oude ballet studio in Tokio.
- 1957, Oyama vecht tegen stieren in Mexico-Stad
- Januari 1958, Oyama publiceert 'What is Karate'. Dit wordt een 'bestseller' met 500.000 verkochte exemplaren
- September 1958, Oyama wordt uitgenodigd door de FBI in Washington D.C. voor het geven van karate instructies en demonstraties.
- Oktober 1958, Oyama wordt uitgenodigd door de 'West Point' militaire academie voor het geven van karate instructies en demonstraties.
- 1964, Thaiboksers dagen karate-do uit, Oyama dojo is de enige die accepteert en wint twee van de drie wedstrijden.
- 1971, Door een populaire serie van de strips 'Karate Baka Ichidai', en de film 'World's Strongest Karate' in 1975, wordt Oyama en het Kyokushinkai karate beroemd in heel Japan.
- 1975, Oyama organiseert het eerste 'World Open Kyokushinkai Tournament'.
- 26 april 1994. Oyama overlijdt aan de gevolgen van longkanker.

## Boeken
- What is Karate? Auteur: Oyama Masutatsu. HarperCollins (1966). ISBN 0870401475
- Vital Karate. Auteur: Oyama Masutatsu. Japan Pubns; New Ed edition (1967). ISBN 0870401432
- This is Karate Auteur: Oyama Masutatsu. Wehman Brothers (1973). ISBN 0870402544
- Advanced Karate. Japan Publications Inc. (1974). ASIN: B0014M0H3S
- Essential Karate. Auteur: Oyama Masutatsu. Sterling Publishing Co., Inc. (1978). ISBN 0806941200
- The Kyokushin Way. Auteur: Oyama Masutatsu. Kodansha International (1979) ISBN 0870404601
- Oyama: The Legend, the Legacy. Auteur: Michael L. Lorden. Multi-Media Books (maart 2000). ISBN 1892515245, ISBN 978-1892515247